# Blå Örn

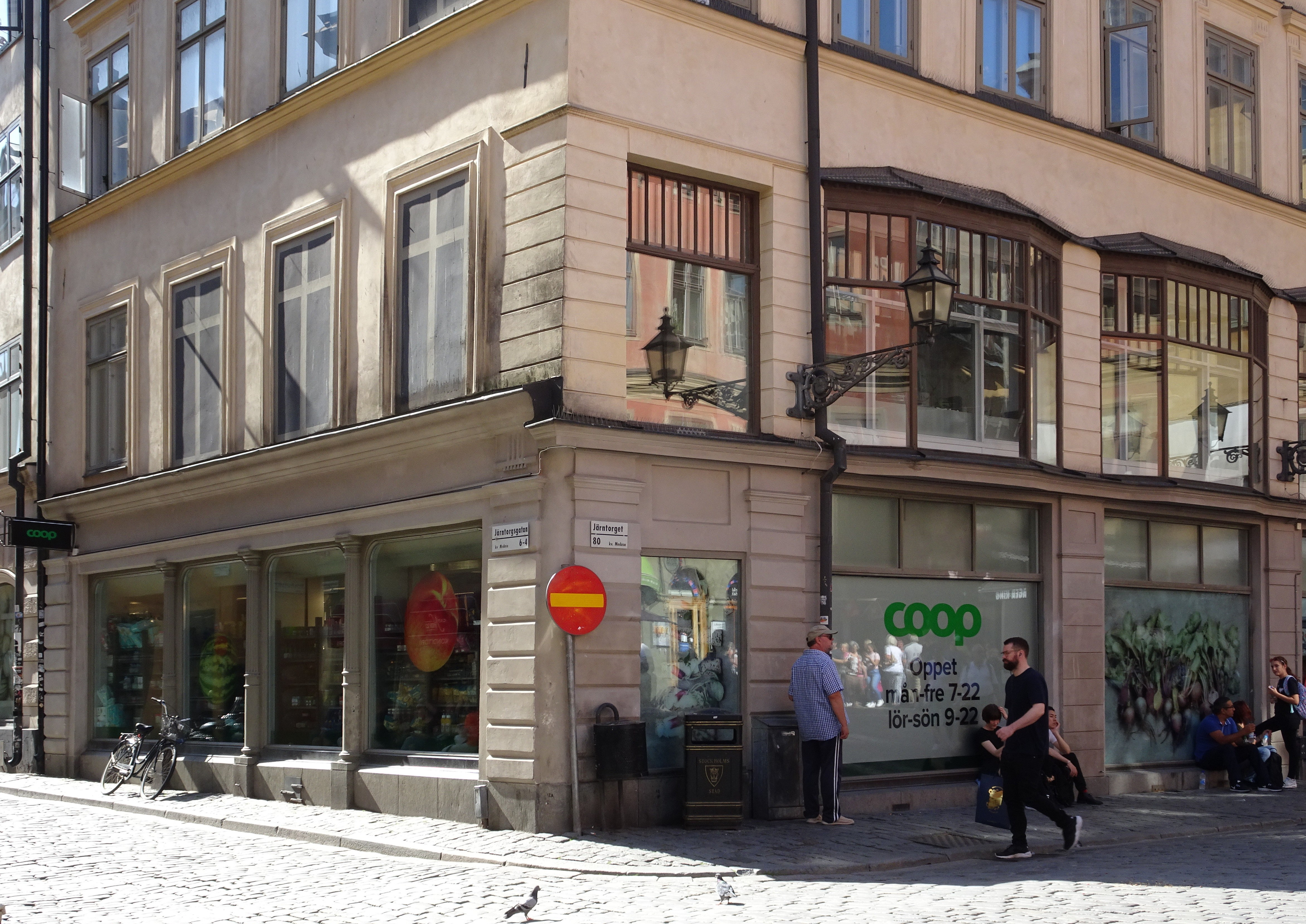
Hörnet Järntorget / Järntorgsgatan 2019.

Blå Örn (eller Blå Örnen, även kallad Hipens källare) var en känd krog i kvarteret Medusa vid hörnet Järntorget / Järntorgsgatan i Stockholm. Blå Örn existerade från 1605 till 1700-talets början. 1728 även känd som Stora Kristoffer. På platsen har idag Coop-nära en filial.

## Bakgrund

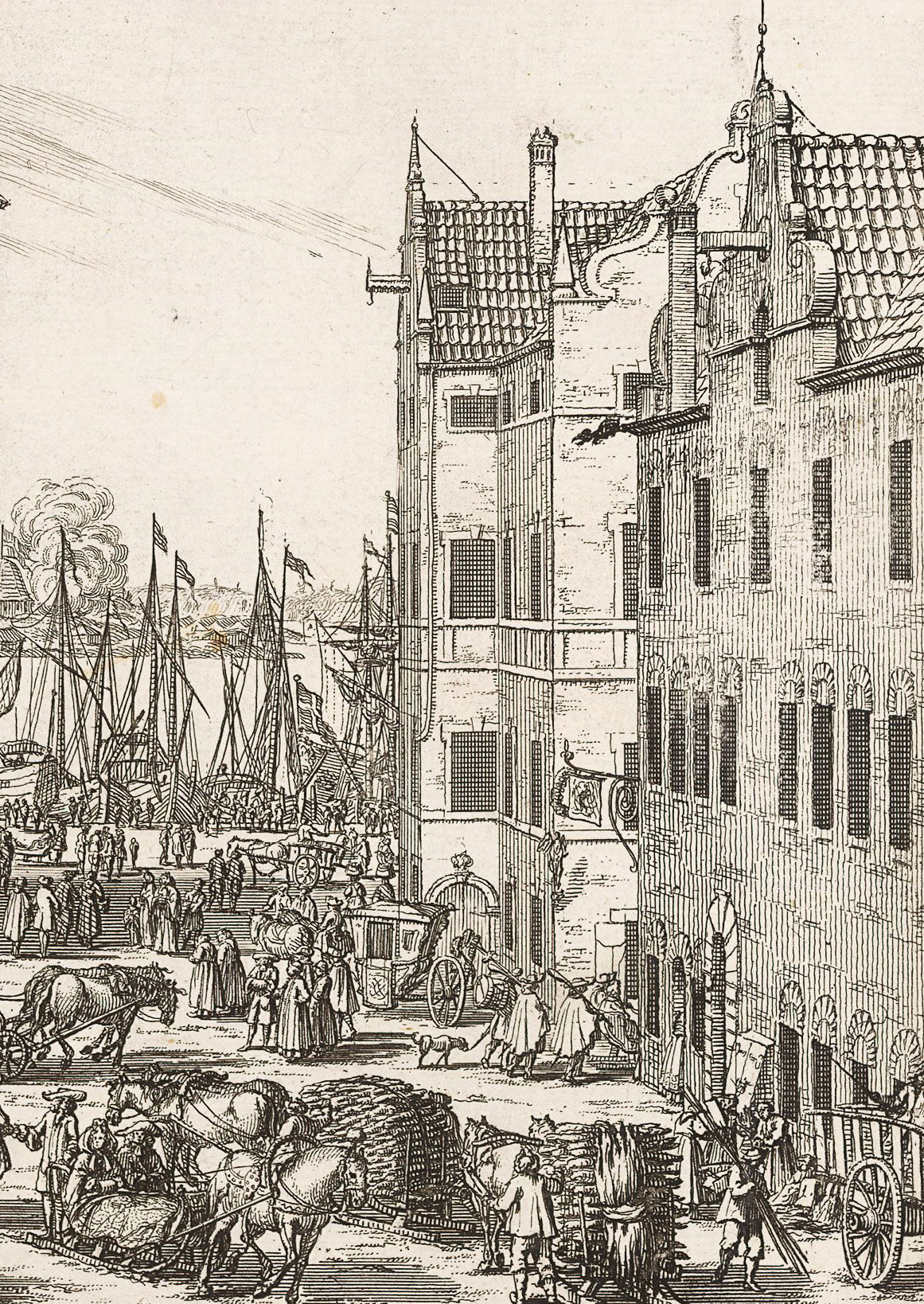
Södra delen av Järntorget och Blå Örns skylt med vinlövskrans på hörnhuset till höger, enligt Erik Dahlbergh, kopparstick av Willem Swidde från 1691.

Järntorget var en central handelsplats mellan Saltsjön och Mälaren och hit anlände landsvägsresande först när de kom till staden söderifrån. Här stod även Våghuset för vägning av Bergslagens stångjärn. Man ansåg även att några värdshus i anslutning till torget skulle befrämja handeln.
Enligt Karl IX:s förordning från 1605 om rätten för gästgiverierna att köpa utländska viner och öl i Staden mellan broarna skulle det finnas sex öppna värdshus och två gårkök. Som igenkänningstecken skulle de hänga ut skyltar med symboler som tre konor, en blå örn, ett förgyllt lejon, en grip, en sol och en måne. På de viset föddes Stockholms tidiga värdshusnamn: Tre Kronor (i kvarteret Proserpina), Blå Örn (i kvarteret Medusa), Förgyllda Lejonet (i kvarteret Atlas) Gripen (i kvarteret Trivia), Solen (i kvarteret Medea) och Månen (i kvarteret Cupido). Skyltarna knöts även till vissa krögare, så skulle tre kronor gå till Hendrich Danitz, den blåa örnen till Didrik Bökman, det förgyllda lejonet till Hans Meyer (eller Meijer). En grip skulle användas av Meinert Feltman, solen av Hans Nielsson och månen av Didrik Fisk.

## Krogens historik
Den som 1605 öppnade värdshuset med skylten Blå Örn vid Järntorget var handelsmannen och rådmannen Didrik Bökman (1548–1609) som under 1500-talets slut ägde tre tomter söder om torget. Men redan långt före kungens förordning hade Bökman en "öppen källare" och vinhandelsrörelse. Hans bror, Johan Bökman, hade samtidigt ett gårkök i en liten tvärgränd som löpte längs fastighetens södra sida. Efter Didrik Bökman död togs rörelsen över först av änkan Emerentia (född Volgers), sedan av dottern Beata (1593–1631) och hennes man Mårten Wewitzer (adlad Rosenstierna), därefter av deras dotter Beata (d. 1684) och hennes man Robert Lichton.
Stället kallades även Hipens källare efter vinhandlaren Thoms Hiep (eller Hiip) från Tyskland som blev borgare i staden 1656. Han erhöll fastebrevet för egendomen i kvarteret Medusa i maj 1664. Eftersom han var en förmögen och ansedd person i Stockholm uppkallades hans vinkällare i daglig tal efter hans namn istället för "Blå Örn". Värdshusrörelsen fortsatte även under 1600-talets andra hälft av änkan Catharina Dybel som också erbjöd flera rum för resande.
På 1680-talet bodde vinskänken Georg Hoelthusen med familj i fastigheten, det är trolig att även han bedrev ett utskänkningsställe här. På Erik Dahlberghs illustration (Willem Swiddes kopparstick) över Järntorget och Södra Bankohuset från 1691 syns Blå Örns krogskylt på husets hörn. Enligt uppgift hade då vinskänken Olof Rönling sin bostad i huset och drivit Blå Örnen. 1723 köpte handelsmannen Jacob Pfeiff fastigheten. Därefter är det okänt om en krogrörelse fanns kvar i huset.